# Pequenas Coisas como Estas (filme)
Pequenas Coisas Como Estas (título original: Small Things Like These) é um filme de drama histórico de 2024, dirigido por Tim Mielants, escrito por Enda Walsh a partir do livro "Pequenas Coisas Como Estas" (2021), de Claire Keegan. O longa é estrelado por Cillian Murphy (que também atua como produtor), Eileen Walsh, Michelle Fairley, Emily Watson, Clare Dunne e Helen Behan. Uma coprodução internacional entre Irlanda e Bélgica, o filme aborda as infames Lavanderias de Madalena na Irlanda(en).
O filme teve sua estreia mundial no 74.º Festival Internacional de Cinema de Berlim, em 15 de fevereiro de 2024. A produção foi lançada na Irlanda e Reino Unido em 1.º de novembro do mesmo ano; já em Portugal em 9 de janeiro de 2025, e no Brasil em 13 de março de 2025.

## Enredo
O Natal de 1985 se aproxima. Bill Furlong, um comerciante de carvão conhecido por sua honestidade e dedicação na cidade irlandesa de New Ross, é pai de cinco meninas. Em flashbacks, ele relembra sua infância difícil como filho de uma mãe solteira jovem, rejeitada pela família, mas que recebeu abrigo e trabalho na casa de Mrs. Wilson, uma rica e independente proprietária de terras.
Certa manhã, saindo mais cedo para suas entregas, Bill abre o depósito de carvão do convento local e encontra uma adolescente, Sarah, trancada lá dentro sob um frio intenso. A jovem revela que terá um filho dali a cinco meses. Bill a leva até as freiras, que fingem cuidar dela. No escritório acolhedor da Madre Superiora, Irmã Mary, Sarah, pressionada, diz falsamente que foi trancada no depósito por outras meninas enquanto brincavam de esconde-esconde.
Após Sarah ser levada embora, Irmã Mary questiona Bill sobre sua família, lembrando que sua esposa, Eileen, e sua filha mais velha, Kathleen, estudaram na escola administrada pelo convento. Com um tom ameaçador, ela insinua que, se ele falar sobre o que viu, suas filhas mais novas podem ser impedidas de frequentar a escola. Em seguida, escreve um cartão de Natal, coloca um envelope com dinheiro dentro, escreve "Eileen" no envelope e o entrega a Bill. Ele aceita, mas retorna para casa ainda mais inquieto, sem mencionar nada a Eileen.
Mais tarde, Eileen pergunta sobre o cartão, já que encontrou Irmã Mary, que comentou sobre o presente. Bill entrega o envelope ainda lacrado, e Eileen se surpreende ao encontrar o dinheiro, questionando por que ele não lhe entregou antes. Bill desconversa, dizendo que simplesmente esqueceu.
Bill visita um pub local, onde a dona, Mrs. Kehoe, o aconselha a não se envolver nos assuntos do convento, pois as freiras têm grande influência na sociedade. Em uma noite, ao sair para comprar um presente de Natal para Eileen, Bill vê um presente que sempre quis na infância. Em seguida, caminha até o convento, abre o depósito de carvão e encontra Sarah novamente. Aos poucos, conquista sua confiança e a ajuda a sair dali.
Andando lentamente pela cidade, à vista de todos, Bill carrega a menina debilitada até sua casa. Ao entrar, ele a acolhe junto à sua família e, sorrindo, mostra a ela que agora está segura.
O filme encerra com uma dedicatória às vítimas das Lavanderias de Madalena, que funcionaram de 1922 a 1998.

## Elenco
- Cillian Murphy como William "Bill" Furlong, um comerciante de carvão
  - Louis Kirwan como Bill (jovem)
- Eileen Walsh como Eileen Furlong, a esposa de Bill
- Michelle Fairley como Sra. Wilson
- Emily Watson como Irmã Mary, a Madre Superiora do convento
- Clare Dunne como Irmã Carmel
- Helen Behan como Mrs. Kehoe, dona do pub local
- Liadán Dunlea como Kathleen Furlong, a filha mais velha de Bill
- Agnes O'Casey como Sarah Furlong, a mãe de Bill
- Mark McKenna como Ned, funcionário da fazenda de Sra. Wilson
- Zara Devlin como Sarah, uma jovem do convento

## Produção
Durante as filmagens do drama Oppenheimer, de Christopher Nolan, os coprotagonistas Cillian Murphy e Matt Damon conversaram sobre projetos futuros. Durante essa conversa, Murphy apresentou a ideia de sua próxima produção: uma adaptação do livro Pequenas Coisas Como Estas, de Claire Keegan, publicada em 2021. Coincidentemente, Damon, junto com seu amigo de longa data e parceiro de negócios Ben Affleck, havia recém-lançado a produtora Artists Equity. Ele perguntou a Murphy se gostaria de se envolver na produção do projeto, convite que o ator aceitou prontamente.
Em março de 2023, foi anunciado que Murphy, Affleck e Damon produziriam o filme através da Artists Equity, com Damon produzindo ao lado de Drew Vinton e Jeff Robinov, enquanto Affleck assumiria a produção executiva junto com Kevin Halloran e Michael Joe. Murphy também produziu o longa ao lado de Alan Moloney através da Big Things Films. Ciarán Hinds e Emily Watson foram confirmados no elenco ao lado de Murphy. O projeto foi anunciado como sendo dirigido por Tim Mielants, com roteiro de Enda Walsh.
O filme é uma produção irlandesa com financiamento adicional da Screen Ireland e foi coproduzido pela Wilder Content, na Bélgica. No final de 2022 e início de 2023, o Irish Independent noticiou que estavam sendo procuradas locações em New Ross, no Condado de Wexford, para as filmagens. Em março de 2023, o Deadline Hollywood relatou que a fotografia principal já estava em andamento, com as filmagens no Condado de Wicklow previstas para durar quatro semanas.

## Lançamento
O filme teve sua estreia mundial em 15 de fevereiro de 2024, no 74.º Festival Internacional de Cinema de Berlim. Em junho de 2024, a Lionsgate adquiriu os direitos de distribuição para a América do Norte, o Reino Unido e a Irlanda, em parceria com a Roadside Attractions para o lançamento nos Estados Unidos. O longa foi lançado na Irlanda e no Reino Unido em 1.º de novembro de 2024, chegando aos cinemas dos Estados Unidos uma semana depois, em 8 de novembro.
Em Portugal o filme foi lançado no dia 9 de novembro de 2024, no Lisboa Film Festival. Já nos cinemas de Portugal, o filme estreou no dia 9 de janeiro de 2025, com distribuição da FilmNation Entertainment.
No Brasil, o filme foi lançado no dia 17 de novembro de 2024, no Mostra Internacional de Cinema de São Paulo. Já nos cinemas, o filme foi lançado no dia 13 de março de 2025, com distribuição da O2 Filmes.